# هرم مزغونة الشمالي
هرم مزغونة الشمالي هو هرم مصري بني خلال الأسرة الثانية عشرة أو الأسرة الثالثة عشر في مزغونة على مسافة 5 كيلومترات جنوب دهشور. ظل المبنى غير مكتمل، ولا يزال من غير المعروف من كان يملكه من الملوك المصريين حيث لم يتم العثور على نقش مناسب.

## الإسناد
عندما أعيد اكتشاف هرمي مزغونة، لاحظ العلماء العديد من أوجه التشابه البنيوية بين هذين الهرمين وهرم أمنمحات الثالث في هوارة. لهذا السبب نُسب الهرم الجنوبي لابن وخليفة هذا الملك أمنمحات الرابع. بعد ذلك، نُسب الهرم الشمالي إلى الملكة سبك نفرو، أخت أمنمحات الرابع وآخر حكام الأسرة الثانية عشر.
ومع ذلك، فإن بعض العلماء مثل ويليام س. هايز يعتقد أن هرمي مزغونة قد شُيدوا خلال الأسرة الثالثة عشر، على أساس بعض أوجه التشابه مع هرم خنجر. في هذه الحالة، كان يجب أن يكون الهرم الشمالي ملكًا لأحد الملوك العديدين الذين حكموا بين بداية الأسرة الثالثة عشر وفقدان السيطرة على الإقليم الشمالي أثناء أو بعد حكم مر نفر رع اى.

## الوصف
يبدو أن الهيكل الفوقي للهرم لم يبنى أبدًا، والمعلومات الوحيدة التي يمكن تحديدها منه هي أن الهرم مخطط له أكبر من جاره الجنوبي، الذي يبلغ طول ضلعه 52.5 متر (172 قدم).

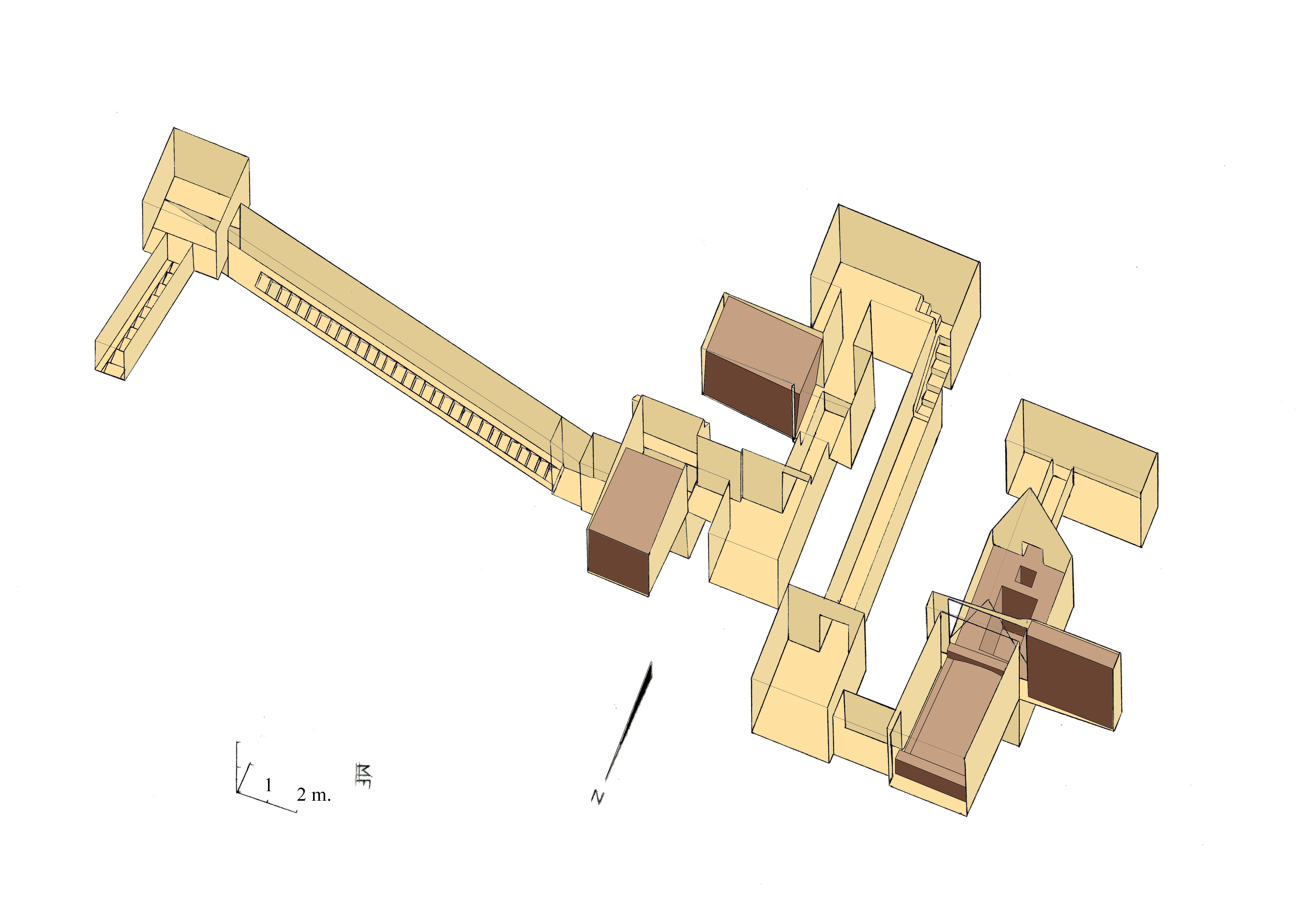
مخطط الهايوجيوم

الهيبوجيوم مشابه لهرم مزغونة الجنوبي ولكنه أكثر تعرجًا، حيث يتغير اتجاهه ست مرات. المدخل على الجانب الشمالي. من هناك، يؤدي الدرج نزولاً إلى حجرة مربعة ثم إلى درج آخر إلى أول حاجز كوارتزيت. بعد ذلك، يتم توصيل غرفتين أخريين بواسطة ممر بسد ثانٍ لا يزال غير مغلق. بعد الحجرة الثالثة، يؤدي درج ثم ممر إلى غرفة الانتظار قبل غرفة الدفن الكبيرة: هذه الغرفة، المغطاة جزئيًا بسقف مقلوب على شكل حرف V، ممتلئة بالكامل بالتابوت الضخم -القبو، الذي تم نحته من كتلة واحدة من الكوارتزيت. غطاء التابوت الذي لم يتم استخدامه من قبل، وهو لوح كوارتزيت يبلغ وزنه 42 طنًا، لا يزال في انتظار تركيبه في الغرفة. تم طلاء جميع الكوارتزيت المكشوف، الذي تم بناؤه في الهرم، بطلاء أحمر وأحيانًا مزين أيضًا بخطوط سوداء عمودية. لا تزال وظيفة غرفة كبيرة خلف حجرة الدفن غير معروفة.
من مجمع الهرم، يبدو أن معبد الوادي والمعبد الجنائزي والجدران المحيطة لم تترك أي أثر. تم اكتشاف جزء كبير فقط من الجسر، بالإضافة إلى حجر عائق آخر، من المحتمل أن يكون مهجورًا بسبب تغيير تصميم الهرم.